# سرود جمعی
سرود در زبان انگلیسی anthem نامیده می‌شود که از واژه یونانی ἀντίφωνα (antíphōna) و واژه antfen در انگلیسی باستان ریشه گرفته‌است. هر دو کلمه در ابتدا به تناوب خوانی اشاره می‌کردند که یک سبک خواندن و پاسخ بود. 

## تاریخ
سرودها در اصل نوعی موسیقی مذهبی بودند. در کلیسای انگلستان به دنبال نیایش صبح و عصر سرود خوانده می‌شود. چندین سرود در مراسم تاج گذاری انگلیس گنجانده شده‌است.  محتوای این سرودها از کتاب مقدس یا در برخی موارد از نیایش‌ها گرفته می‌شوند و موسیقی سرود به‌طور کلی مفصل تر و متنوع تر از مزامیر یا آهنگ‌های نیایش است.  سرود کلیسای آنجلیکن که برای یک گروه کر آموزش دیده به جای جماعت سروده می‌شود، شبیه به سرودهای چندصدایی در کلیساهای کاتولیک و لوتر است اما نشان دهنده یک فرم موسیقی در اصل انگلیسی است. 
سرودهای جمعی به عنوان جایگزینی برای «آنتی فون رأی آور» کلیسای کاتولیک تولید شدند که معمولاً به عنوان ضمایم مراسم ربانی اصلی برای مریم مقدس یا دیگر قدیسین خوانده می‌شدند. سرودهای معروف دوره الیزابت، توسط توماس تالیس، ویلیام برد، تای، و فارانت  ساخته شدند. سرودهای اولیه از نظر بافت ساده و هموفون بودند، به گونه ای که کلمات به وضوح شنیده می‌شدند. در طول قرن هفدهم، سرودهای قابل توجه توسط اورلاندو گیبونز، هنری پرسل و جان بلو تولید شدند. 

## انواع
کلمه "سرود" معمولاً برای توصیف هر آهنگ مشهور برای یک گروه مشخص، مانند سرودهای ملی به کار می‌رود. بسیاری از آهنگ‌های پاپ به عنوان سرود ورزشی به کار رفته‌اند از جمله آهنگ "ما قهرمانیم" و " ما شما را به جنب و جوش درمی‌آوریم " اثر کوئین گروه راک بریتانیایی. برخی از رویدادهای ورزشی سرودهای اختصاصی خود را دارند از جمله سرود لیگ قهرمانان اروپا. علاوه بر این، برخی از آهنگ‌ها در فرم سرود گروهی تولید شده‌اند چه با هدف سرود تولید شده باشند یا خیر، از جمله اثر گروه موسیقی مرلین منسون با نام "ابرستاره ضد مسح " و "سرود کودک" از گروه توتو.

### سرود ملی
سرود ملی (یا سرود دولتی) به‌طور کلی یک اثر موسیقی میهن دوستانه است که تداعی کننده تاریخ و مبارزات مردم یک کشور برای استقلال و به رسمیت شناخته شدن است. بیشتر سرودهای ملی مارش نظامی یا سرودهای روحانی هستند. کشورهای امریکای لاتین، آسیای مرکزی و اروپا به سرودهای ملی پیچیده و در قالب قطعات اپرا گرایش دارند، در حالی که کسانی که در خاورمیانه، اقیانوسیه، آفریقا و کارائیب زندگی می‌کنند سرودهای ساده‌تری دارند.

### سرودهای مشترک
اگرچه از سرودها برای تمایز ایالتها و قلمروها استفاده می‌شود، مواردی از سرودهای مشترک هم وجود دارد. برای مثال، سرود " Nkosi Sikelel 'iAfrika " به یک سرود آزادی پان آفریقایی تبدیل شد و بعداً به عنوان سرود ملی پنج کشور در آفریقا از جمله زامبیا، تانزانیا، نامیبیا و زیمبابوه پس از استقلال پذیرفته شد. از آن زمان زیمبابوه و نامیبیا سرودهای ملی جدید را به تصویب رسانده‌اند. از سال ۱۹۹۷، سرود ملی آفریقای جنوبی آهنگ ترکیبی با ترکیبی از اشعار جدید انگلیسی با عصاره‌های "Nkosi Sikelel 'iAfrika" و سرود دولت سابق " Die Stem van Suid-Afrika " بوده‌است.
" سرودی برای آزادی " طولانی‌ترین سرود ملی جهان بر اساس طول متن است. در سال ۱۸۶۵، سه بخش اول اول و بعد از آن دو بخش آغازین این سرود تبدیل به سرود ملی رسمی یونان و بعداً نیز جمهوری قبرس شد.
" Oben am jungen Rhein "، سرود ملی لیختن اشتاین بر اساس آهنگ "خدایا ملکه را نجات بده" تنظیم شده‌است.
سرود استونیایی " Mu isamaa, mu õnn ja rõõm " بر اساس ملودی ساخته شده در سال ۱۸۴۸ توسط فردریک (فردریش) پاسیوس تنظیم شده‌است که همان سرود ملی فنلاند است: Maamme ".
سرود ملی انگلستان «خدا ملکه را حفظ کن» است، اما کشورهای مجموعه بریتانیا و تاج و تخت این کشور نیز سرودهای منطقه ای خود را دارند که درجات مختلفی از رسمیت را دارند. انگلستان، اسکاتلند، ولز و ایرلند شمالی و همچنین جرسی، گورنزی و جزیره من هر کدام تعدادی از سرودهای منطقه ای دارند که در مواردی مانند مسابقات ورزشی و مسابقات رسمی خوانده می‌شوند.
در آلمان، بسیاری از ایالتها سرودهای خاص خود را دارند که برخی از آنها متعلق به پیش از اتحاد آلمان در سال ۱۸۷۱ هستند.
جنبش المپیک نیز سرود سازمانی خود را دارد. گویندگان اسپرانتو در جلسات اغلب از آهنگ " La Espero " (امید) به عنوان سرود زبانی خود استفاده می‌کنند.
هنرمندان گوناگونی "سرود زمین " را برای کل سیاره خلق کرده‌اند، اگرچه یونسکو ایده یک سرود جهانی را ستوده‌است، سازمان ملل هرگز آهنگی را رسماً در این زمینه تصویب نکرده‌است.

## یادداشت
الگو:Notelistjrhhdif